# Lipman Bers
Lipman Bers (Riga, 22 de maio de 1914 – New Rochelle, 29 de outubro de 1993) foi um matemático estadunidense nascido na Letônia.

## Obras
- Bers „Selected Works“, 2 Bde. (Herausgeber Kra, Maskit), AMS 1998
- Bers „Finite dimensional Teichmüller spaces and generalizations“, Bulletin AMS, New Series, Bd.5, 1981, S.131-172
- Bers „Uniformization, moduli and Kleinian groups“, Bulletin London Mathematical Society, Bd. 4, 1972, S. 257-300
- Bers, Fritz John, Martin Schechter „Partial Differential Equations“, Interscience 1964
- Bers u.a. „A crash course in Kleinian Groups“, Springer 1974
- Bers „Introduction to several complex variables“, Courant Institute 1964
- Bers „Riemann Surfaces“, Courant Institute 1958